# Pietro Morittu
Pietro Morittu (Carbonia, 23 settembre 1978) è un politico italiano, sindaco di Carbonia dal 2021.

## Biografia
Laureato in economia e commercio presso l'Università degli Studi di Cagliari, Morittu ha esercitato la professione di consulente per lo sviluppo e il riordino organizzativo delle aziende.
Già membro dei Democratici di Sinistra e in seguito del Partito Democratico, viene eletto consigliere comunale a Carbonia per tre consiliature consecutive, alle elezioni comunali del 2006, del 2011 e del 2016.

### Sindaco di Carbonia
In vista delle elezioni amministrative del 2021, Morittu si candida alla carica di sindaco di Carbonia, sostenuto dal suo partito e da cinque liste civiche, in alcune delle quali erano presenti anche esponenti del Partito Sardo d'Azione e dell'Unione di Centro, venendo eletto primo cittadino al primo turno, conseguendo la vittoria con una percentuale del 65,75% dei voti validi. L'affluenza alle urne è stata pari al 56,01%. Gli elettori votanti sono stati 15.157 su 27.062 (Fonte dati Ministero dell'Interno).